# Elsholtzia concinna
Elsholtzia concinna là một loài thực vật có hoa trong họ Hoa môi. Loài này được Vautier mô tả khoa học đầu tiên năm 1959.